# زیرکوه گدوگانلو
زیرکوه گدوگانلو یا گدوگاونلو روستایی در دهستان سیوکانلو بخش مرکزی شهرستان شیروان استان خراسان شمالی ایران است.

## جمعیت
بر پایه سرشماری عمومی نفوس و مسکن در سال ۱۳۹۵ جمعیت این مکان ۸۸ نفر (۳۹خانوار) بوده‌است.